# WebCite
WebCite és un servei d'arxivament sota demanda, dissenyat per preservar digitalment material important de caràcter científic i educatiu que es trobin a la xarxa, mitjançant la realització de còpies de contingut d'Internet que existia en el moment en què un editor el cità. Aquestes còpies permeten preservar-ne el contingut i poder verificar la font encara que el material original hagi pogut ser modificat o esborrat, per qualsevol motiu, provocant un enllaç trencat.